# Thelia lescurii
Thelia lescurii är en bladmossart som beskrevs av Sullivant in Sullivant och Lesquereux 1856. Thelia lescurii ingår i släktet Thelia och familjen Theliaceae. Inga underarter finns listade i Catalogue of Life.